# Okres Völkermarkt
Okres Völkermarkt je okres v rakouské spolkové zemi Korutany. Má rozlohu 907,49 km² a žije zde 42 526 obyvatel (k 1. 1. 2011). Sídlem okresu je město Völkermarkt. Okres se dále člení na 13 obcí (z toho 2 města a 4 městyse).

## Města a obce

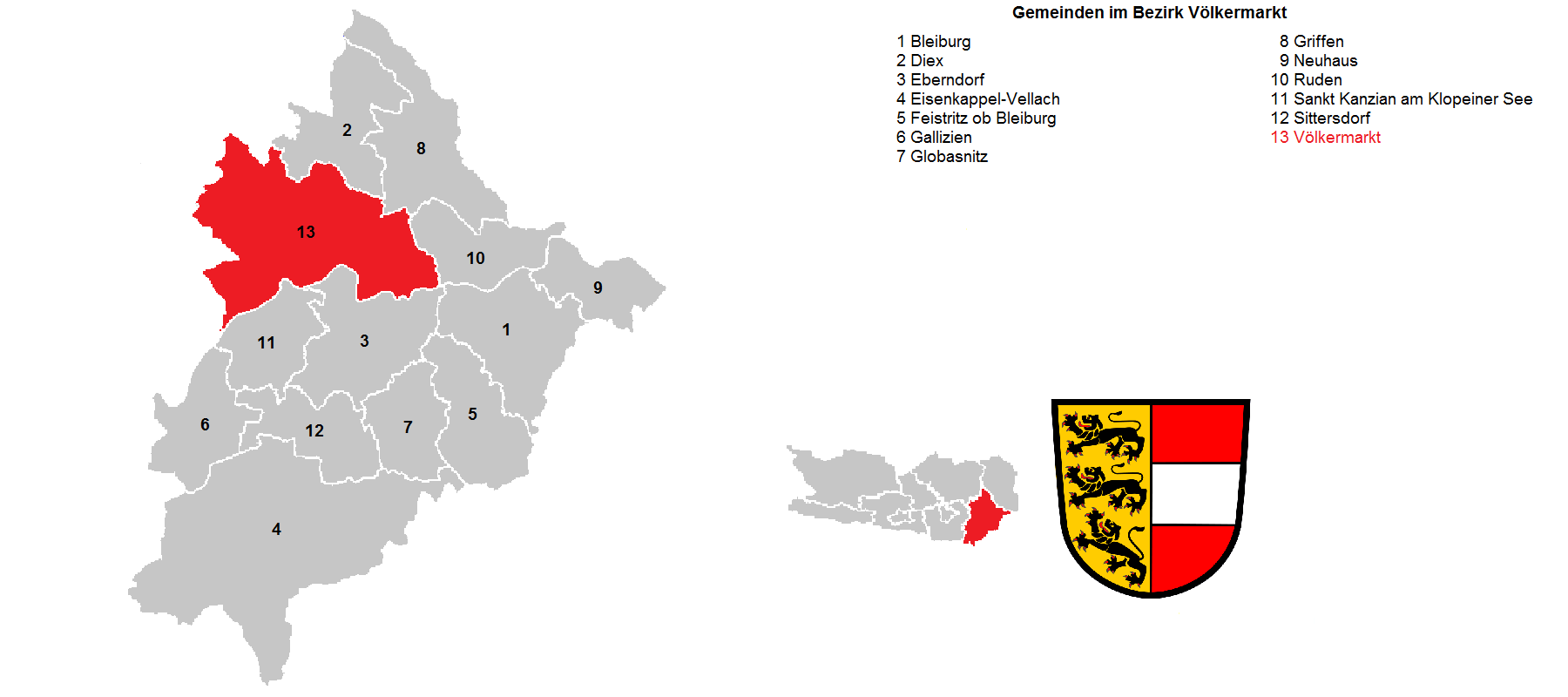
Obce v okrese Völkermarkt

Města:

- Bleiburg
- Völkermarkt

Městysy:
- Eberndorf
- Eisenkappel-Vellach
- Feistritz ob Bleiburg
- Griffen

Obce
- Diex
- Gallizien
- Globasnitz
- Neuhaus
- Ruden
- Sankt Kanzian am Klopeiner See
- Sittersdorf